# Кервил (Тексас)
Кервил (енгл. Kerrville) град је у америчкој савезној држави Тексас. По попису становништва из 2010. у њему је живело 22.347 становника.

## Демографија
Према попису становништва из 2010. у граду је живело 22.347 становника, што је 1.922 (9,4%) становника више него 2000. године.
| Група             | 2000.          | 2010.          |
| Белци             | 14.854 (72,7%) | 15.115 (67,6%) |
| Афроамериканци    | 610 (3,0%)     | 687 (3,1%)     |
| Азијати           | 117 (0,6%)     | 208 (0,9%)     |
| Хиспаноамериканци | 4.643 (22,7%)  | 6.124 (27,4%)  |
| Укупно            | 20.425         | 22.347         |